# Sydney, Lady Morgan
Sydney, Lady Morgan (nombre de soltera Owenson; 25 de diciembre de 1781 (?) - 14 de abril de 1859), fue una novelista irlandesa.

## Primeros años de su vida
Nació en un cruce entre Gran Bretaña e Irlanda: era hija de Robert Mac Owen (cambiado a Robert Owenson con fines profesionales), un actor irlandés.

## Carrera

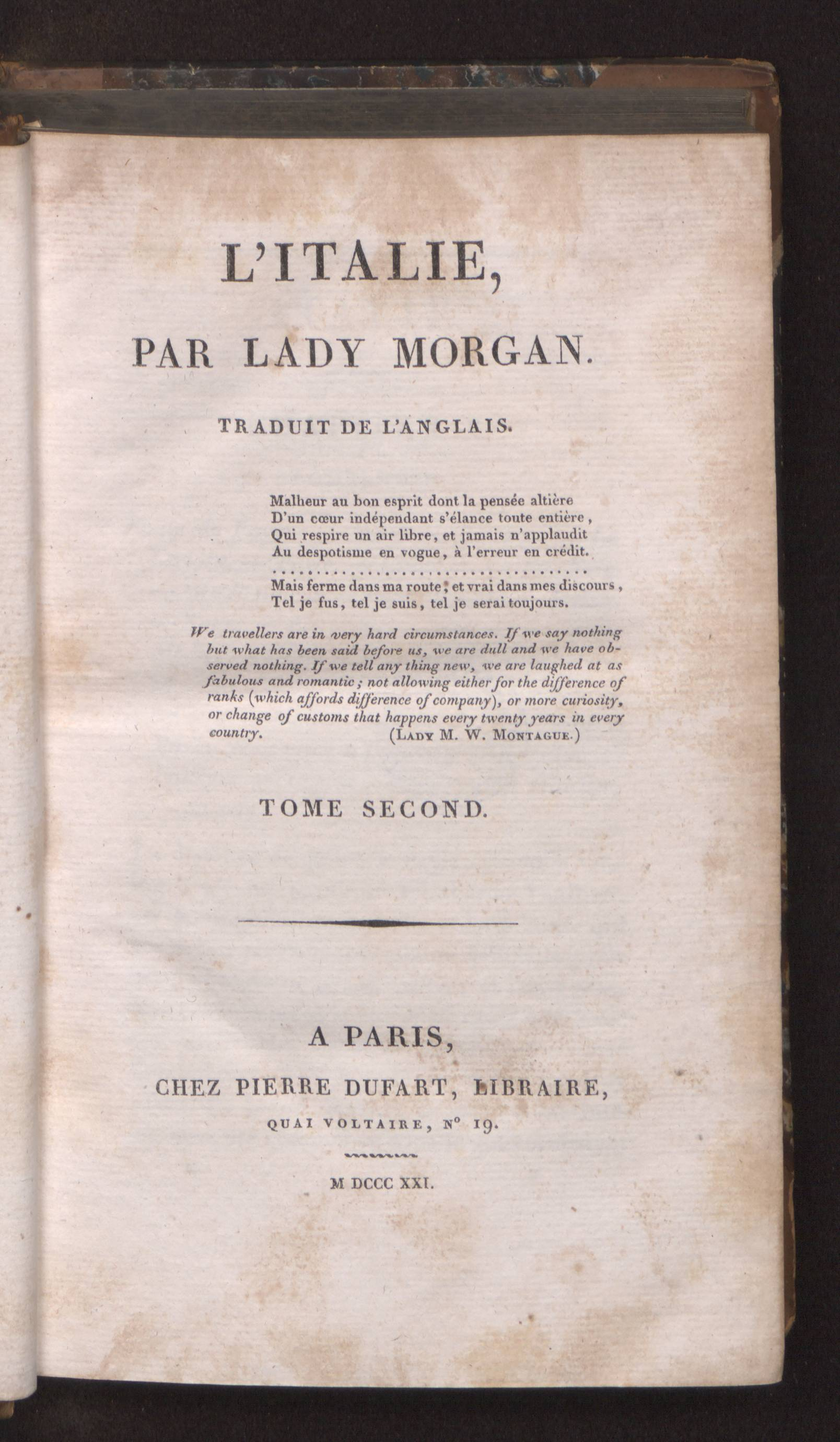
Italie, t. 2, 1821

Fue una de las figuras literarias más vívidas y fuertemente discutidas de su generación. Empezó su carrera con un precoz volumen de poemas. Recopiló melodías irlandesas, cuyas letras compuso, imponiendo de esta manera un estilo aceptado con éxito por Thomas Moore. Su novela "St. Clair" (1804), una novela de matrimonio imprudente, amor desdichado, y de apasionada adoración de la naturaleza, en la que la influencia de Johann Wolfgang von Goethe y Jean-Jacques Rousseau era evidente, atrajo la atención.
Otra novela, "The Novice of St. Dominick" (1806), también fue elogiada por sus cualidades de imaginación y descripción. Pero el libro que le dio su reputación y llevó su nombre a la calurosa controversia fue "The Wild Irish Girl" (1806), en la que apareció como la campeona ardiente de su patria, una política en lugar de una novelista, exaltando la belleza del paisaje irlandés, la riqueza natural de Irlanda, y las nobles tradiciones de su historia temprana. 
Era conocida en círculos católicos y liberales por el nombre de su heroína Glorvina. Le siguieron los esbozos "Patriotic Sketches" y "Metrical Fragments", en 1807. Publicó "The Missionary: An Indian Tale" en 1811, revisándolo poco antes de su muerte como "Luxima, The Prophetess". Percy Bysshe Shelley admiró intensamente "The Missionary" y se dice que la heroína de Owenson influyó en algunos de sus producciones orientalistas. La señorita Owenson entró al grupo familiar de John Hamilton, primer Marqués de Abercorn, y en 1812, persuadida por Anne Jane Gore, Lady Abercorn, se casó con el cirujano de la casa, Thomas Charles Morgan, quien después recibió el título de caballero; pero libros continuaron fluyendo desde su complaciente pluma.

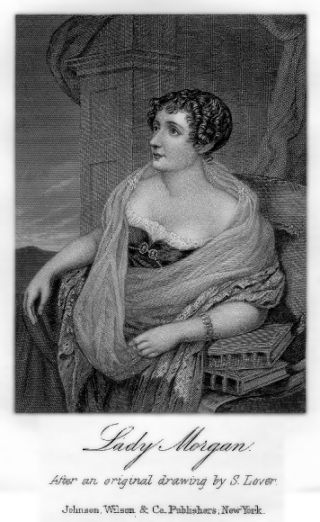
Lady Morgan, 1825, por Samuel Lover.

En 1814 escribió su mejor novela, "O’Donnell". Estuvo en su mejor momento en sus descripciones de las clases más pobres, de quienes tuvo un conocimiento completo. Su estudio elaborado (1817) de Francia bajo la restauración Francesa fue atacado con furia atroz en la "Trimestral Review". La autora fue acusada de Jacobinismo, falsedad, libertinaje e impiedad. Se vengó indirectamente en la novela de "Florence Macarthy; an Irish tale" (1818), en la que un crítico trimestral, Con Crawley, es insultado con ingeniosidad femenina suprema.
"Italy", un trabajo compartido para su libro "France", fue publicado en 1821. Lord Byron da testimonio a la justicia de sus imágenes de la vida. Los resultados de los estudios históricos italianos fueron suministrados en su libro "Life and Times of Salvator Rosa" (1823). Después volvió nuevamente a la cultura y política irlandesas con un libro práctico sobre Absentismo (1825), y una novela romántica, "The O’Briens and the O’Flaherty’s" (1827). De William Lamb, segundo Vizconde de Melbourne, Lady Morgan obtuvo una pensión de £300. Durante los años posteriores de su larga vida, publicó "The Book of the Boudoir" (1829), "Dramatic Scenes from Real Life"(1833), "The Princess" (1835), "Woman and her Master" (1840), "The Book without a Name"(1841), "Passages from my Autobiography" (1859).

## Vida posterior
Murió el 14 de abril de 1859 y fue enterrada en el Cementerio de Brompton, Londres.

## Legado
Su autobiografía y muchas cartas interesantes fueron editadas con una memoria por W. Hepworth Dixon en 1862.
Hay un busto de Lady Morgan en el Museo Victoria y Alberto en Londres. La placa, identificando el busto, menciona que Lady Morgan tuvo “menos de cuatro pies de alto”.